# Hulaulá
El Dialecto Neoarameo Judío Trans-Zab, o simplemente Hulaulá (literalmente 'judío') es un dialecto del neoarameo nororiental hablado originalmente por comunidades judías del Kurdistán iraní y en la parte más oriental del Kurdistán iraquí. La gran mayoría de hablantes actualmente viven en Israel.

## Clasificación
Los hablantes del Hulaulá a veces lo denominan Lishanid Noshan o Lishana Akhni, ambos significando 'nuestro idioma'. Para diferenciarlo de otros dialectos similares, como el Neoarameo Judío Inter-Zab, el cual también es llamado Lishanid Noshan, el Hulaulá a veces se denomina Galiglu ('mío-tuyo').
Existen tres grupos dialectales:
- Trans-Zab Occidental, hablado alrededor de Erbil.
- Trans-Zab Nororiental, hablado alrededor de Urmia, en un área similar a la del dialecto Lishan Didan.
- Trans-Zab Suroriental, hablado en el sur del Kurdistán iraní y los pueblos de Halabja, Solimania, Khanaqin, y Pêncwîn (Irak).[2]

## Historia
El Hulaulá se encuentra en el extremo sureste de la amplia región donde solían hablarse varios dialectos judíos del arameo. Desde Sanandaj, la capital de la provincia de Kurdistán en Irán, el área se extendía hacia el norte hasta las orillas del Lago Urmia. Desde allí, se extendía hacia el oeste hasta el Lago Van (en Turquía), y al sur hasta la Llanura de Mosul (en Irak). Luego, se dirigía hacia el este nuevamente, pasando por Erbil, hasta regresar a Sanandaj.
La mayoría de los judíos persas, incluyendo a aquellos que hablaban Hulaulá, se vieron afectados por eventos como el genocidio asirio y armenio, así como por otras calamidades, mudándose a Israel a principios de los años 1950. Los hablantes mayores de Hulaulá tienen principalmente al Kurdo como segundo idioma, mientras que las generaciones recientes hablan principal o solamente hebreo, acelerando la posible desaparición del dialecto, algo que también es un problema en el resto de dialectos judeo-arameos.
El dialecto tiene préstamos del Kurdo, Persa, Hebreo, e incluso el idioma Acadio, ya extinto, en su vocabulario.

## Inteligibilidad
El Hulaulá es limitadamente inteligible con el Lishan Didan, otro dialecto judío hablado más al norte en Urmia (y el resto de Azerbaiyán Occidental) y Hakkari. También es medianamente inteligible con el Neoarameo Judío Inter-Zab (Lishanid Noshan).
Por otro lado, los dialectos neoarameos cristianos, es decir, los del Neoarameo Asirio (Suret), son menos inteligibles. El Neoarameo Cristiano de Sanandaj/Senaya resulta incomprensible para los hablantes del Hulaulá (incluso si los hablantes de ambos dialectos vivían en la misma ciudad), ya que las comunidades cristianas y judías que vivían en las mismas regiones desarrollaron variantes de arameo distintas.

## Ortografía
El Hulaulá se escribe con el alfabeto hebreo, de derecha a izquierda. En general, el conjunto de dialectos Trans-Zab presenta varias isoglosas, como el acento final, por ejemplo, gorá ('hombre') frente a góra ('en otro lugar'), y la fusión de los interdentales /ṯ/ y /ḏ/, los cuales se convierten en /l/, por ejemplo, en la mayoría de dialectos 'casa' se pronuncia bayṯā, mientras que en Hulaulá esta palabra se pronuncia belá.